# Curling a 2010. évi téli olimpiai játékokon
A 2010. évi téli olimpiai játékokon a curlingtornákat február 16. és 27. között rendezték. A férfiaknál és a nőknél is egyaránt 10-10 csapat vett részt.

## Éremtáblázat
(A rendező nemzet csapata eltérő háttérszínnel, az egyes számoszlopok legmagasabb értéke, vagy értékei vastagítással kiemelve.)
| A 2010. évi téli olimpiai játékok éremtáblázata curlingben | A 2010. évi téli olimpiai játékok éremtáblázata curlingben | A 2010. évi téli olimpiai játékok éremtáblázata curlingben | A 2010. évi téli olimpiai játékok éremtáblázata curlingben | A 2010. évi téli olimpiai játékok éremtáblázata curlingben | Olimpia  |
| ---------------------------------------------------------- | ---------------------------------------------------------- | ---------------------------------------------------------- | ---------------------------------------------------------- | ---------------------------------------------------------- | -------- |
|                                                            | Ország                                                     | Arany                                                      | Ezüst                                                      | Bronz                                                      | Összesen |
| 1.                                                         | Kanada (CAN)                                               | 1                                                          | 1                                                          | 0                                                          | 2        |
| 2.                                                         | Svédország (SWE)                                           | 1                                                          | 0                                                          | 0                                                          | 1        |
|                                                            |                                                            |                                                            |                                                            |                                                            |          |
| 3.                                                         | Norvégia (NOR)                                             | 0                                                          | 1                                                          | 0                                                          | 1        |
|                                                            |                                                            |                                                            |                                                            |                                                            |          |
| 4.                                                         | Svájc (SUI)                                                | 0                                                          | 0                                                          | 1                                                          | 1        |
|                                                            | Kína (CHN)                                                 | 0                                                          | 0                                                          | 1                                                          | 1        |
|                                                            |                                                            |                                                            |                                                            |                                                            |          |
| Összesen                                                   | Összesen                                                   | 2                                                          | 2                                                          | 2                                                          | 6        |

## Érmesek

### Férfi torna
| A 2010. évi téli olimpiai játékok érmesei férfi curlingben    | A 2010. évi téli olimpiai játékok érmesei férfi curlingben                       | A 2010. évi téli olimpiai játékok érmesei férfi curlingben       | A 2010. évi téli olimpiai játékok érmesei férfi curlingben |
| ------------------------------------------------------------- | -------------------------------------------------------------------------------- | ---------------------------------------------------------------- | ---------------------------------------------------------- |
| Arany                                                         | Ezüst                                                                            | Bronz                                                            |                                                            |
| Kanada (CAN)                                                  | Norvégia (NOR)                                                                   | Svájc (SUI)                                                      |                                                            |
| Kevin Martin John Morris Marc Kennedy Ben Hebert Adam Enright | Thomas Ulsrud Torger Nergård Christoffer Svae Håvard Vad Petersson Thomas Løvold | Ralph Stöckli Jan Hauser Markus Eggler Simon Strübin Toni Müller |                                                            |

### Női torna
| A 2010. évi téli olimpiai játékok érmesei női curlingben               | A 2010. évi téli olimpiai játékok érmesei női curlingben                   | A 2010. évi téli olimpiai játékok érmesei női curlingben                                                                  | A 2010. évi téli olimpiai játékok érmesei női curlingben |
| ---------------------------------------------------------------------- | -------------------------------------------------------------------------- | --- | -------------------------------------------------------- |
| Arany                                                                  | Ezüst                                                                      | Bronz |                                                          |
| Svédország (SWE)                                                       | Kanada (CAN)                                                               | Kína (CHN) |                                                          |
| Anette Norberg Eva Lund Cathrine Lindahl Anna Le Moine Kajsa Bergström | Cheryl Bernard Susan O'Connor Carolyn Darbyshire Cori Bartel Kristie Moore | Vang Ping-jü (Wang Bingyu) Liu Jin (Liu Yin) Jüe Csing-suang (Yue Qingshuang) Csou Jen (Zhou Yan) Liu Csin-li (Liu Jinli) |                                                          |